# Momir Rnić
Momir Rnić, jugoslovanski (srbski) rokometaš, * 3. februar 1955, Sečanj.
Leta 1980 je v sestavi jugoslovanske rokometne reprezentance osvojil 6. mesto, na poletnih olimpijskih igrah leta 1984 je osvojil zlato olimpijsko medaljo in na naslednjih igrah je osvojil še bronasto medaljo.